# حج

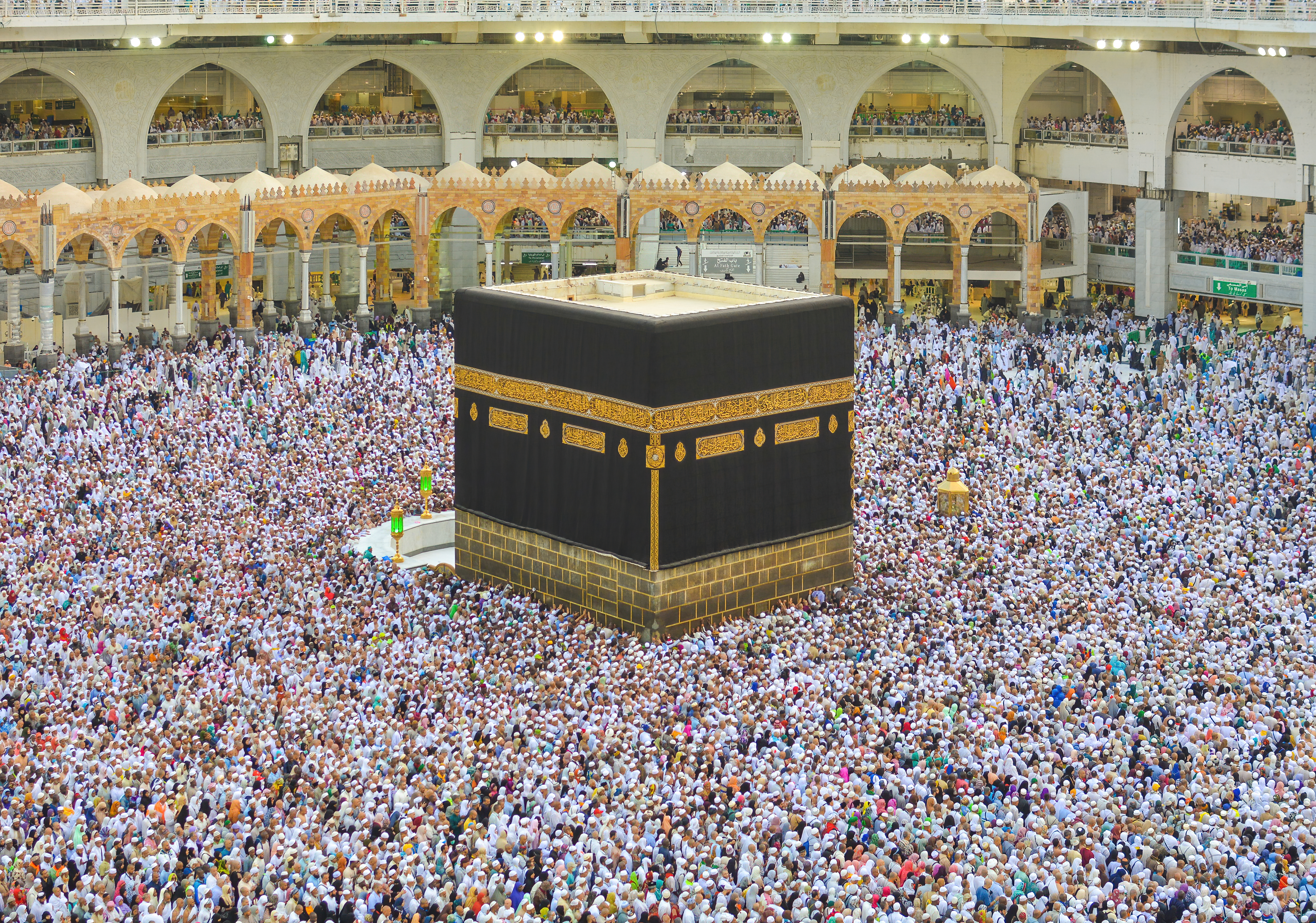
کعبه

حَجّ یکی از آیین‌های عملی اسلامی است که برای زیارت کعبه در مکه، در عربستان سعودی، به صورت سالانه برگزار می‌شود. حج یک امر دینی واجب برای مسلمانان است که باید حداقل یک بار در طول زندگی، توسط همه مسلمانان بالغی که توانایی جسمی و مالی برای انجام سفر و حمایت از خانواده خود در هنگام غیبت از خانه را دارند، انجام شود.
مسلمانان کعبه را «خانه الله» می‌دانند و در اصطلاح اسلامی، حج زیارتی است که به کعبه انجام می‌شود. حج در کنار پذیرش دو گواهی (شهادتین)، نماز، دهش (زکات) و روزه یکی از پایه‌های پنج‌گانه پذیرش اسلام است.
حج، نمایش تمکین مردم مسلمان در برابر الله و همبسته بودن مسلمانان است.

## واژه‌شناسی
واژه عربی حج هم‌ریشه با חג ḥag (هَگ) زبان عبری و در اصل به معنی «تعطیلات» است. عبری این کلمه از ریشه سه‌لفظی سامی ח-ג-ג. و از فعل «دور زدن، دور چیزی چرخیدن» آمده است. گِردچرخی از رسم‌های سامی قدیم بوده است. یهودیت از عمل دور چرخیدن در آیین حکافوت در هنگام هوشانا ربه (تمنای بزرگ) در پایان جشن آلونک‌ها و در جشن شادمانی با تورات استفاده می‌کند. به‌طور سنتی، عروس‌های یهودی در مراسم عروسی در زیر خوپا (قابل مقایسه با تور قند ساییدن در عروسی ایرانی)، گِرد دامادهای خود می‌چرخند. از همین رسم، ریشه واژه حج در معنی تعطیلات و جشن وام گرفته شد. در پرستشگاه‌های سامی، هر جشنی با یک قربانی کردن همراه بود. به همین ترتیب در اسلام، کسی که به مکه می‌رود، باید دور کعبه بچرخد و قربانی کند.

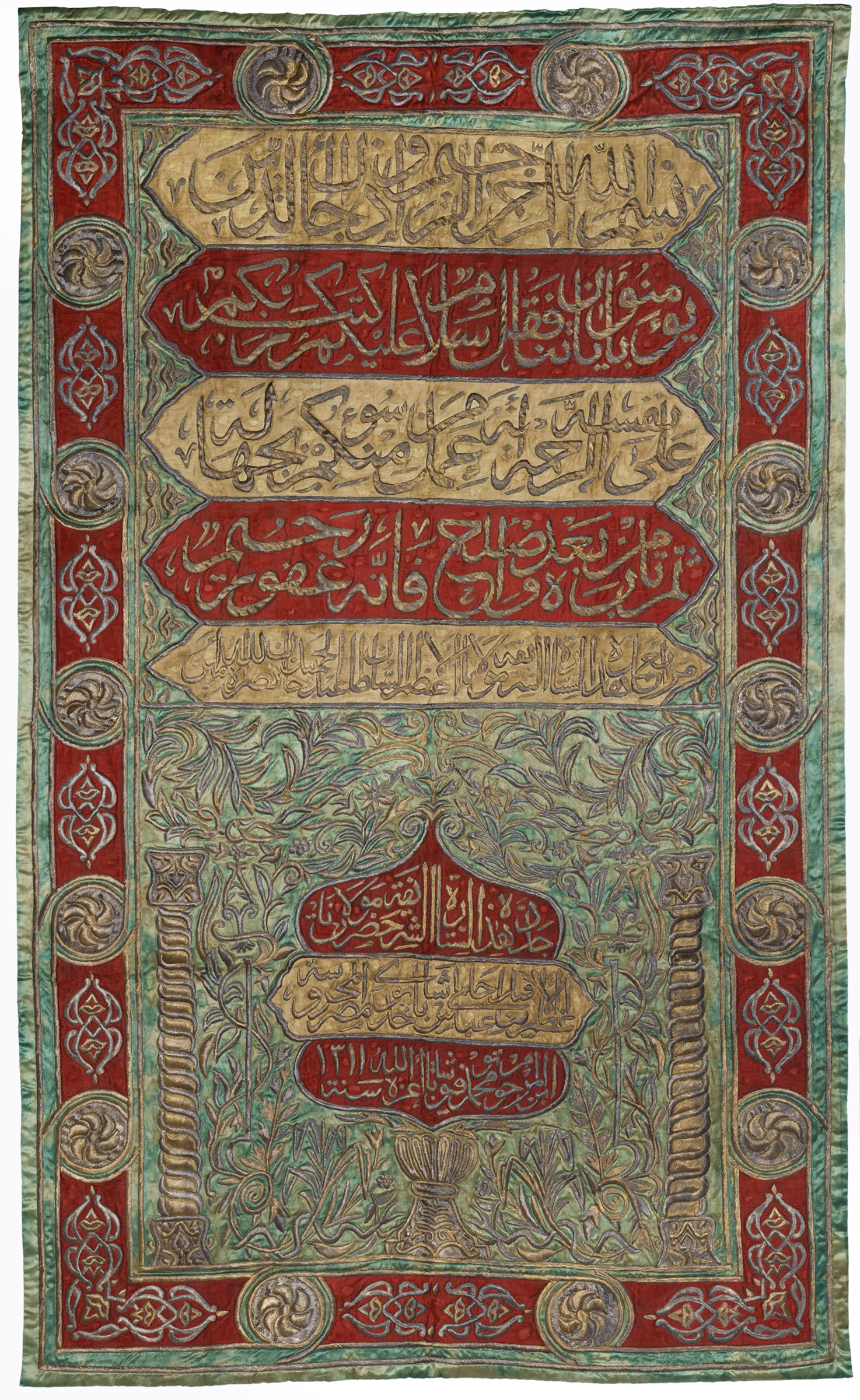
پرده درب داخلی کعبه

## توصیف
حَج یکی از ارکان پنج‌گانه اسلام است و هر مسلمانِ واجد شرایط، دست‌کم یک‌بار در عمر خود موظف به انجام آن است. در موارد خاص، انجام حج به نیابت نیز مجاز است. حج، نمونه‌ای از عبادت جمعی است که مسلمانان را از سراسر جهان گرد هم می‌آورد و اهمیت همبستگی پیروان این دین را در قالبی نمادین نشان می‌دهد.
حج سنت ابراهیم است؛ که مسلمانان در دهه اول آخرین ماه قمری (ذی‌الحجه) به مسجد الحرام در شهر مکه در عربستان سعودی رفته و مناسک خاص آن را به جا می‌آورند. هر مسلمان در صورت دارا بودن شرایطی خاص، مکلف است حداقل یک بار در طول عمر خود آن را انجام دهد.
حج بر سه نوع تمتع، قِران و افراد است. حج قِران و افراد وظیفه ساکنان مکه است. در اسلام، حج بر کسی که دارای بلوغ، عقل، آزاد بودن و استطاعت مالی باشد واجب می‌شود.
حج نخستین بار در دین ابراهیم انجام شد و آیین‌های حج و عمره، احرام، لثم و لمس حجرالاسود، سعی بین صفا و مروه، وقفه در عرفات و رمی جمره، همگی پیش از اسلام رایج بود و تنها برخی تعدیلات در حج اسلامی نسبت به پیش از اسلام روی داده است.
اعراب پیش از اسلام هنگام طواف «لبیک یا لات»، «لبیک یا عزی» و «لبیک یا منات» می‌گفتند و هر قومی بت خود را می‌خواند و در اسلام، «اللهم» جای بت‌ها را گرفت و آن عبارت بدین شکل تغییر کرد: «لبیک اللهم لبیک»
عرب‌ها صید را در ماه حج حرام می‌دانستند. پیامبر اسلام حرمت صید را فقط در ایام حج و هنگام احرام مقرر کرد. عرب‌ها گاهی برهنه به پیرامون‌گردی (طواف) کعبه می‌پرداختند. اسلام آن را منع کرد و پوشیدن لباس دوخته‌نشده را مقرر کرد. عرب‌ها از خوردن گوشت قربانی اکراه داشتند و پیامبر اسلام آن را مجاز دانست.
مسلمانان پس از فتح مکه و برانداختن بت‌های قریش از سعی میان صفا و مروه اکراه داشتند؛ زیرا پیش از اسلام بر این دو کوه دو بت سنگی قرار داشت که حاجیان و زائران آن دوره سعی بین صفا و مروه را برای نزدیک شدن به آن‌ها و دست کشیدن و بوسیدن آن‌ها انجام می‌دادند؛ ولی محمد سعی بین صفا و مروه را مجاز کرد و بنا بر متن قرآن این کار از شعائر الله دانسته می‌شود.

## اماکن حج
- میقات
- مکه
- مسجدالحرام
- کعبه
- حجر الاسود
- مقام ابراهیم
- زمزم
- صفا و مروه
- عرفات
- مشعر و منا[۱۰]

## شیوه برگزاری
مَکّه و مَدینه در عربستان سعودی از مهم‌ترین شهرهای مقدس مسلمانان‌اند که زائران برای ادای مناسک حج به آن سفر می‌کنند.
سالانه بیش از دو میلیون نفر در مناسک حج شرکت می‌کنند. برای رسیدن به مَکّه از مَدینه یا جده، سامانهٔ ریلی پرسرعت موسوم به «حرمین» راه‌اندازی شده که بخشی از طرح بهبود اتصال میان شهرهای مقدس است. ورود به حج معمولاً از طریق سه مسیر اصلی انجام می‌شود که در آن، زائران به محل احرام وارد شده و با پوشیدن لباس مخصوص، نیت حج کرده و مناسک را آغاز می‌کنند.

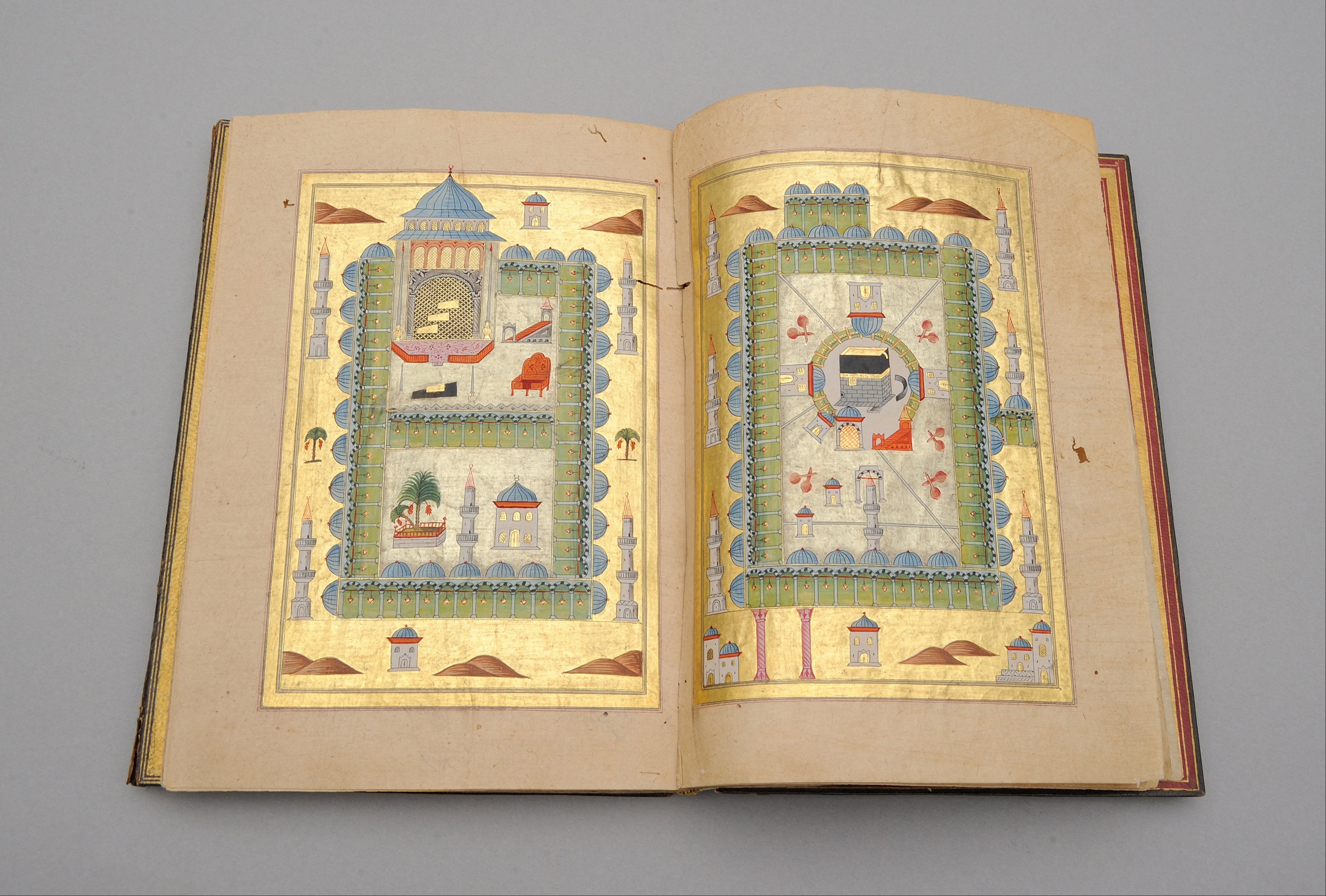
برگ‌هایی از کتاب دلایل الخیرات، نوشته حاج محمد نوری، ترکیه

مناسک حج از روز هشتم ماه ذی‌الحجه (ماه دوازدهم هجری قمری) آغاز می‌شود و تا سیزدهم آن ادامه دارد. روال دقیق مناسک به شرح زیر است:
روز ۸ ذی‌الحجه:
بستن احرام و نیت حج
طواف در اطراف کَعبه
سعی میان صَفا و مَروه
اقامت در مِنا
روز ۹ ذی‌الحجه (روز عرفه):
وقوف و دعا در عَرَفات تا غروب
حرکت به مُزْدَلِفَه
جمع‌آوری ۷۰ سنگ‌ریزه برای رَمی جَمَرات
اقامت شبانه در مزدلفه در فضای باز
روز ۱۰ ذی‌الحجه (عید قربان):
رَمی جَمْرَهٔ عَقَبه (سنگ‌زدن به ستون بزرگ)
قربانی حیوان
تراشیدن موی سر (برای مردان) یا کوتاه‌کردن مو (برای زنان)
بازگشت به مَکّه و انجام طَوافِ اِفاضَه
سعی دوباره میان صَفا و مَروه
اقامت در مِنا
روزهای ۱۱ تا ۱۳ ذی‌الحجه:
رمی سه ستون در پُلِ جَمَرات (عقبه، وسطی، اولی)
انجام طَوافِ وِداع پیش از خروج از مَکّه
مسجدالحرام و کعبه:
مَسْجِدُالحَرام در قلب شهر مَکّه قرار دارد و مهم‌ترین مکان مقدس در اسلام به‌شمار می‌رود. در مرکز آن، کَعبه قرار دارد که زائران در مراسم حج و عُمْرَه، گرد آن طواف می‌کنند. ساختار داخلی کَعبه شامل دیوارهای سنگی، حِجْر اِسماعیل، رُکنِ یَمانی، مَقامِ اِبراهیم و حَطیم است. درون کَعبه، کتیبه‌هایی و چراغ‌هایی نصب شده و حَجَرُالاَسْوَد در گوشهٔ شرقی آن جای دارد. ابعاد کَعبه تقریباً ۱۳٫۵ متر در ۱۱٫۵ متر است و ارتفاع آن حدود ۱۴ متر است.
در زمان نماز جماعت، زائران بر اساس کشور محل اقامتشان، در حلقه‌هایی سازمان‌یافته به گرد کَعبه می‌ایستند. برای نمونه، مسلمانان کشورهای آفریقایی، آسیای شرقی، اروپایی و آمریکایی در مناطق مشخصی از صحن توزیع می‌شوند تا نظم حفظ شود.
پل جمرات:
پُلِ جَمَرات در منطقهٔ مِنا ساخته شده و یکی از مهم‌ترین تأسیسات زیربنایی برای مدیریت ازدحام در زمان رَمی جَمَرات است. این پل چند طبقه دارای آسانسور، پله‌برقی، راه‌های اضطراری، باند فرود بالگرد و سامانه‌های پشتیبانی پزشکی است. ستون‌های جمرات که زائران به آن‌ها سنگ می‌زنند با نام‌های «جمره اولی»، «وسطی» و «عقبه» شناخته می‌شوند. مسیرهای دسترسی به این پل از سوی شهرک چادری مِنا و از طریق مسیرهای مشخص پیاده‌روی صورت می‌گیرد.
مسیر پیاده‌روی در حج:
مسیر اصلی حج شامل عبور از مکان‌های مقدس زیر است:
مَکّه
مِنا
عَرَفه
مُزْدَلِفَه
بازگشت به مَکّه برای انجام طواف‌ها
در طول مسیر، توقف‌هایی در مساجد مهم از جمله مسجد نَمِرَه و مسجد الخَیف صورت می‌گیرد.
خطبهٔ روز عرفه، خطبه اصلی مراسم حج است که هرساله توسط بالاترین مُفتی عربستان سعودی خوانده می‌شود.

## رویدادها در دوران معاصر

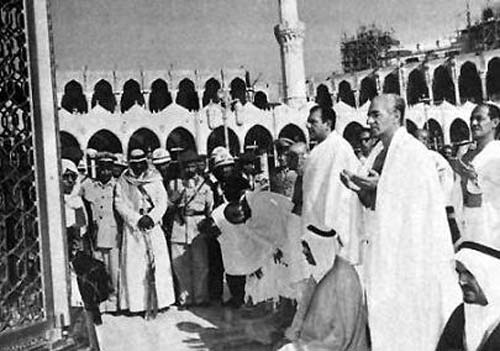
محمدرضا پهلوی دومین شاه پهلوی در سفر حج

برخی از رویدادهای مرگبار پیش‌آمده در آیین‌های حج بدین شرح است:
- سال ۱۹۴۴: ابوطالب یزدی، در حین انجام طواف در مسجدالحرام دچار استفراغ شد، وی توسط مأموران عربستان گردن زده شد، چهار سال روابط ایران و عربستان مختل گردید.
- سال ۱۹۸۶: در میان وسایل یکی از کاروان‌های حج ایرانی، مواد منفجره تی‌ان‌تی پیدا شد.[۱۳][۱۴][۱۵]
- سال ۱۹۸۷: چهار صد نفر در درگیری بین نیروهای امنیتی عربستان و معترضان حامی ایران کشته شدند[۱۳]
- سال ۱۹۹۰: هزار و چهارصد و بیست وشش نفر از حاجیان در تونل منتهی به اماکن مقدس کشته شدند.
- سال ۱۹۹۴: دویست و هفتاد نفر در اثر ازدحام جمعیت کشته شدند.
- سال ۱۹۹۷: بر اثر آتش‌سوزی، ۳۴۳ حاجی کشته و هزار و پانصد نفر مجروح شدند.
- سال ۱۹۹۸: حداقل یکصد و هجده نفر بر اثر ازدحام جمعیت کشته شدند.
- سال ۲۰۰۱: سی و پنج نفر در اثر ازدحام جمعیت کشته شدند.
- سال ۲۰۰۴: دویست و پنجاه و یک نفر بر اثر ازدحام جمعیت کشته شدند.
- سال ۲۰۰۶: سیصد و چهل و پنج نفر در مراسم سنگ‌زنی به نماد شیطان کشته شدند.
- سال ۲۰۱۵: در فرودگاه جده، مأمورانی به بهانه مشکوک شدن به دو نوجوان ایرانی آن‌ها را از بقیه جدا می‌کنند و دو نوجوان در بازگشت به ایران به بهانه بازرسی بدنی از خانواده‌های خودشان جدا می‌شوند. مأموران این دو را به بخش بازرسی خواهران برده و به بهانه بازجویی بدنی هردوی این نوجوانان را برهنه کرده و خودشان نیز برهنه شده‌اند، دراثنای بازرسی، سایر افراد کاروان متوجه شدند که مأموران قصد آزار و اذیت جنسی آن دو نوجوان را داشته‌اند و تعرض به این دو نوجوان ناکام می‌ماند.[۱۶][۱۷][۱۸][۱۹][۲۰][۲۱]
- سال ۲۰۱۵: عصر روز جمعه ۲۰ شهریورماه یک بالابر بزرگ بر اثر شدت باد و طوفان در مکه به داخل مسجد الحرام در نزدیکی مقام ابراهیم سقوط کرد که منجر به کشته و زخمی شدن ده‌ها تن از حجاج حاضر در محل شد. این حادثه در فاصله چهار روز مانده به آغاز ماه ذی‌الحجه و ادای مناسک حج تمتع رخ داد.[۲۲][۲۳]
- سال ۲۰۱۵: روز پنج شنبه ۲ مهرماه: بر اثر ازدحام جمعیت و عدم مدیریت برگزارکنندگان سعودی، تعداد زیادی از حاجیان در منطقه منا کشته و زخمی شدند. تعداد جانباختگان ایرانی در این حادثه ۴۶۴ نفر اعلام شد.[۲۴] بر اساس مجموع آمار استخراج‌شده از گزارش‌های جداگانهٔ کشورها، تعداد جانباختگان تا تاریخ ۲۸ آبان ۱۳۹۴، ۲٬۴۷۴ نفر است. رسانه‌های ایرانی به نقل از سعید اوحدی، ;که در آن زمان رئیس سازمان حج و زیارت بود، شمار کلی جانباختگان را حدود ۷۷۰۰ نفر گزارش کرده‌اند[۲۵] و با استناد به آمار غیررسمی و مشاهدات میدانی[۲۶][۲۷] اعلام کرده‌اند این آمار به بیش از ۸۰۰۰ نفر خواهد رسید.[۲۸]
- سال۲۰۲۰:بر اثر شیوع بیماری کرونا زائران کعبه به تعداد انگشت شمار رسید.

## شمار زائران
میانگین تعداد زائران حج تمتع در یک دهه اخیر دو و نیم میلیون نفر در سال بوده است. چون حج تمتع در مدت زمان محدودی در سال اتفاق می‌افتد، حکومت عربستان برای جلوگیری از ازدحام جمعیت، برای هر کشور سهمیه تعیین می‌کند. بخش قابل توجهی از زائران حج تمتع در عربستان سعودی زندگی می‌کنند. البته همه آن‌ها شهروند عربستان نیستند و ملیت‌های مختلفی دارند. به‌طور متوسط در ۱۰ سال اخیر، تعداد زائران داخلی، به اندازه نصف زائران خارجی بوده است.
حج عمره در طول سال انجام می‌شود و برای زائران روادید جداگانه صادر می‌شود. در سال ۲۰۱۶ بیش از شش میلیون نفر یا بیش از ۸۰ درصد کل زائران، برای عمره مفرده به عربستان رفتند. در سال ۲۰۱۰ تعداد زائران عمره، حدود چهار میلیون نفر بود و مقام‌های عربستان انتظار دارند شمار زائران عمره تا سال ۲۰۲۱ به حدود ۱۲ میلیون نفر برسد.
اندونزی با سهمیه بیش از ۲۲۰ هزار نفر، چهارده درصد کل زائران خارجی را به خود اختصاص داده و پاکستان، هند و بنگلادش در رده‌های بعدی هستند. ایران با ۸۶ هزار نفری شش درصد کل زائران خارجی را دارد.

## درآمد و هزینهٔ حج
سال ۲۰۱۶ درآمد مستقیم حکومت عربستان از زائران حدود ۱۲ میلیارد دلار بود. در مجموع هشت میلیون و ۳۳۰ هزار زائر، حدود ۲۳ میلیارد دلار خرج کردند. کل درآمد مستقیم از حج، حدود هشت درصد درآمد نفت عربستان سعودی بوده است.
اتاق بازرگانی مکه برآورد کرده است که هر زائر خارجی حج تمتع، حدود چهار هزار و ششصد دلار هزینه می‌کند. این رقم برای زائران داخلی کمتر از هزار و پانصد دلار برآورد شده است. در مورد ایران، متوسط هزینه کاروان‌ها برای یک نفر حدود سه هزار دلار است. البته با احتساب هزینه‌ها شخصی این هزینه برای هر ایرانی دست کم هشت هزار دلار است.
با توجه به نزول قیمت نفت عربستان امسال سعی در بالا بردن درآمد خود از این مناسک تا ۲۰درصد شده است و به گزارش صدای روسیه درآمد امسال حج تمتع به ۶٫۶۷ میلیارد دلار برسد.